# Ginekologija
Ginekologija je grana medicine koja se bavi bolestima i liječenjem ženskog reproduktivnog sustava.

## Povijest
- Muscio, autor iz 500.g.